# Reha Eken
Mehmet Reha Eken (* 1. Januar 1925 in Istanbul; † 19. August 2013) war ein türkischer Fußballspieler, -trainer und -funktionär. Durch seine langjährige Tätigkeit für Galatasaray Istanbul wurde er stark mit diesem Verein assoziiert. Auf Fan- und Vereinsseiten wird er als einer der bedeutendsten Spieler der Klubgeschichte aufgefasst. In seinen vier Spieleinsätzen für die Türkische Nationalmannschaft erzielte er sechs Tore und besitzt nach der Liste der türkischen Fußballnationalspieler mit 1,5 das beste Tor/Spiel-Verhältnis aller türkischen Nationalspieler. Seine beiden Brüder Danyal Vuran und Bülent Eken waren ebenfalls als Spieler bei Galatasaray aktiv, wobei letzterer wie Reha Eken selbst zu den Spielerlegenden des Vereins zählt.

## Spielerkarriere

### Verein
Eken besuchte das renommierte Galatasaray-Gymnasium und spielte hier in der Jugendabteilung des Traditionsvereins Galatasaray Istanbul – jenes Vereins, der von Schülern des Galatasaray-Gymnasiums gegründet wurde. 1944 wurde er bei Galatasaray Istanbul in den Profikader aufgenommen, womit auch seine Profifußballspielerkarriere startete. Bereits seine älteren Brüder Danyal Vuran und Bülent Eken spielten in den 1930er bzw. 1940er Jahren für Galatasaray, weshalb auch Eken seine Karriere bei diesem Verein startete. Während Danyal zum Karrierestart Reha Ekens nicht mehr bei Galatasaray spielte, war Bülent immer noch aktiv. Beide spielten die nächsten zwölf Jahre gemeinsam für Galatasaray, während Bülent in den 1950er Jahren kurze Zeit in Italien Fußball spielte. Zum Zeitpunkt seiner Involvierung in den Profikader existierte in der Türkei keine landesübergreifende Profiliga. Stattdessen existierten in den Ballungszentren wie Istanbul, Ankara und Izmir regionale Ligen, von denen die İstanbul Futbol Ligi (dt.: Istanbuler Fußballliga) als die renommierteste galt. Zudem wurde ab 1936 der Versuch unternommen, mit der Türkiye Maarif Mükafatı eine Art nationale Meisterschaft zu etablieren, eine als Turnier konzipierte und unregelmäßig veranstaltete nationale Fußballliga der Türkei. Eken gab sein Debüt für Galatasaray während der Partie in der Istanbuler Fußballliga vom 24. September 1944 gegen Süleymaniye SK. In dieser Partie gelangen Eken auch gleich zwei Tore. Bis zum Saisonende am 3. März 1945 absolvierte Eken 16 Spiele für sein Team und traf dabei neun Mal. Nach dem Saisonende nahm Galatasaray am Milli Eğitim Kupası (dt.: Pokal des Bilgungdsministeriums der Türkei) teil. Eken kam während dieses Turniers bei nahezu allen Begegnungen zum Einsatz und beendete das Turnier mit seinem Team auf dem 3. Platz.
Nach diesem ersten Jahr kam Eken auch in der Istanbuler Fußballliga nahezu immer zum Einsatz. Nachdem er in den Spielzeiten 1945/46 und 1946/47 regelmäßig gespielt hatte, absolvierte er in der Spielzeit 1947/48 für seine Mannschaft keine einzige Partie.
Erst mit der Saison 1948/49 begann er wieder für seine Mannschaft zu spielen. In dieser Spielzeit erreichte Eken mit seinem Team die Meisterschaft der Istanbuler Fußballliga und damit den ersten Titelgewinn und einzigen Titelgewinn seiner Spielerkarriere. Dabei wurde Eken mit elf Saisontoren der erfolgreichste Schütze seines Teams und hatte damit großen Anteil am Meisterschaftsgewinn. Durch seine Saisonleistungen wurde auch der damalige türkische Nationaltrainer, der Ungar Ignác Molnár, auf ihn aufmerksam und nominierte ihn fortan für die Nationalmannschaft. Nach dieser erfolgreichen Saison absolvierte Eken bis zum Frühling 1950 keine weiteren Spiele. Erst im Frühling spielte er im Milli Eğitim Kupası wieder für seine Mannschaft und erzielte während dieses Turniers neun Tore. Auch die nachfolgende Spielzeit 1950/51 absolvierte er über die gesamte Saison lediglich vier Ligaspiele.
Zum Sommer 1951/52 wurde die İstanbul Futbol Ligi in die İstanbul Profesyonel Ligi (dt.: Istanbuler Profiliga) überführt und alle namhaften Vereine nahmen fortan an dieser Liga teil. In der ersten Saison dieser Liga erreichte Galatasaray hinter dem Erzrivalen Beşiktaş Istanbul die Vizemeisterschaft. Eken kam in neun Spielen zum Einsatz und erzielte drei Tore. In der zweiten Saison dieser neugeschaffenen Liga wurde Eken mit seinen neun Toren in 15 Spielen erfolgreichster Torjäger seiner Mannschaft, wobei seine Mannschaft die Saison auf dem 3. Tabellenplatz beendete. Zum Sommer verpflichtete Galatasaray mit Kadri Aytaç einen weiteren Spieler für die Offensivabteilung der Mannschaft. Dieser junge Spieler überzeugte auf Anhieb und wurde mit seinen elf Toren in 16 Spielen der erfolgreichste Spieler seiner Mannschaft. Zudem verdrängte Aytaç und Ali Beratlıgil auch Eken aus der Offensive. Da zum Saisonende Galatasaray seine Mannschaft verjüngen wollte, wurden einige gestandene Profis auf die Verkaufsliste gesetzt. Unter diesen Spielen befanden sich auch die beiden Eken-Brüder Bülent und Reha. Während die Presse erst auf ein Wechsel auf Rehas zu Kasımpaşa Istanbul spekulierte, entschied sich dieser zu Emniyet SK zu wechseln. Bei diesem Verein avancierte er auf Anhieb zum Leistungsträger und wurde mit sieben Toren und 18 Ligaeinsätzen sowohl der erfolgreichste Torjäger seiner Mannschaft als auch der Spieler mit den meisten Spieleinsätzen. Zudem wurde er zum Saisonstart zum Mannschaftskapitän ernannt. Obwohl er bei diesem Verein einen guten Einstand hatte, zerstritt er sich mit der Vereinsführung. Als Folge wurde er im September 1955 wegen Fehlens im Mannschaftstraining suspendiert und verließ daraufhin wenig später diesen Verein. Später setzte er seine Fußballspielerkarriere nicht fort.

### Nationalmannschaft
Eken spielte insgesamt viermal für die türkische Nationalmannschaft. Seine erste Nationalmannschaftsnominierung erhielt er 1948 vom damaligen türkischen Nationaltrainer, der Ungar Ignác Molnár. In der Testspielpartie gegen die Österreichische Nationalmannschaft vom 30. Mai 1948 gab er dann sein Länderdebüt. Im gleichen Jahr erhielt er eine weitere Länderspielnominierung, diesmal vom neuen Nationaltrainer Peter Molloy. In dem Freundschaftsspiel vom 28. November 1948 gegen die Griechische Nationalmannschaft erzielte Eken beide Treffer zum 2:1-Sieg seiner Mannschaft.
Der nächste Länderspieleinsatz von Eken kam zwei Jahre später zustande. Hier spielte er in dem Testspiel gegen die Iranische Nationalmannschaft mit und steuerte zu dem 6:1-Sieg seiner Mannschaft drei Tore bei. Fünf Monate später absolvierte er in der Testspielpartie gegen die Israelische Nationalmannschaft sein letztes Länderspiel. In der mit einer 1:5-Niederlage endenden Partie erzielte Eken den einzigen Treffer seines Teams.
Mit seinem sechs Toren in vier Länderspielen hat Eken ein Tor/Spiel-Verhältnis von 1.5. Nach der Liste der türkischen Fußballnationalspieler besitzt er damit das beste Tor/Spiel-Verhältnis aller türkischen Nationalspieler.

## Funktionärs- und Trainerkarriere
Nach dem Weggang von Emniyet SK arbeitete Eken ab Winter 1956 in Izmir als Direktor der örtlichen Pferderennbahn. Etwa ein halbes Jahr danach wurde verkündet, dass Eken in der İstanbul İkinci Küme (dt.: Zweite Istanbuler Liga) das Traineramt bei Eyüpspor übernehmen werde. Wenig später kam dieser Wechsel nicht zustande, sodass Eken als Direktor der Pferderennbahn in Izmir weiterarbeitete und bei Karşıyaka SK als Trainer gehandelt wurde. So übernahm Eken wenig später bei Karşıyaka das Traineramt und setzte aber auch weiterhin seine Tätigkeit als Direktor der Pferderennbahn fort. Diesen Verein betreute er bis zum Juni 1958 und wurde dann entlassen.
Nach seiner Tätigkeit bei Karşıyaka übernahm er den Stadtrivalen Göztepe Izmir und beendete mit diesem die Saison auf dem 4. Tabellenplatz.
Anfang der 1960er Jahre kehrte er nach Istanbul zurück und versuchte bei Galatasaray als Sportfunktionär zu arbeiten. Ab 1965 arbeitete er während der Präsidentschaft Suphi Baturs als Klubfunktionär und kümmerte sich u. a. um die Abwicklung der Spielertransfers. Nach zwei Jahren in dieser Tätigkeit erklärte er zum Sommer 1966 seinen Rücktritt als Transferverantwortlicher und arbeitete fortan als Vereinsfunktionär weiter.

## Erfolge

### Als Spieler
- Mit Galatasaray Istanbul:
  - İstanbul Futbol Ligi: 1948/49